# Trillium ovatum
Trillium ovatum är en nysrotsväxtart som beskrevs av Frederick Traugott Pursh. Trillium ovatum ingår i släktet treblad, och familjen nysrotsväxter.

## Underarter
Arten delas in i följande underarter:
- T. o. hibbersonii
- T. o. oettingeri
- T. o. ovatum

## Bildgalleri

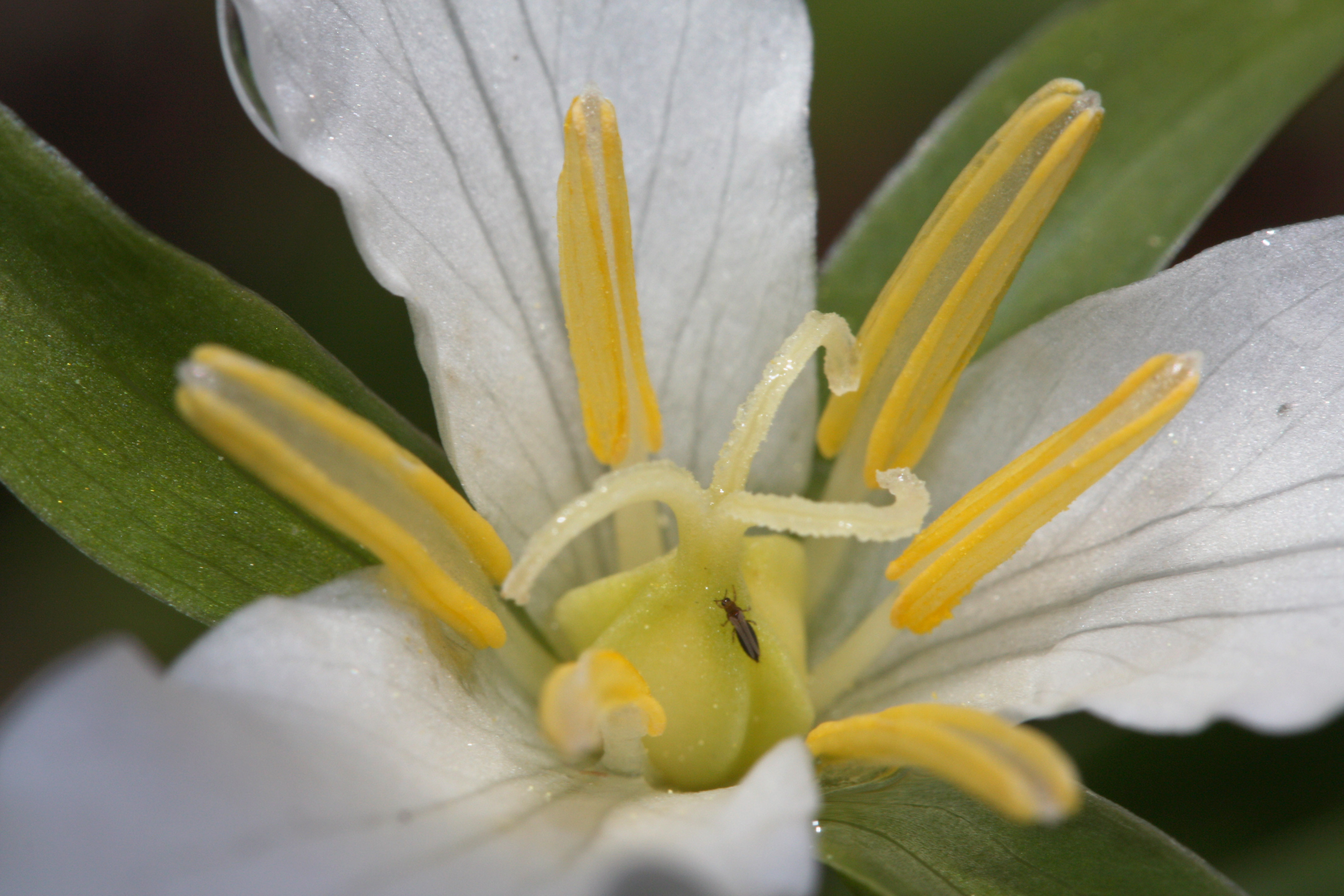